# Swan Reach
Swan Reach – miasto w Australii, w stanie Australia Południowa.